# القوانين (حوار)
القوانين (باليونانية: Νόμοι؛ اللاتينية: De Legibus) هو آخر وأطول حوارات أفلاطون. المحادثة مصورة في اثني عشر كتابا تبدأ بمسألة من يعطى الفضل في وضع قوانين والحضارة. وقد وضعت تأملات الحوار عن أخلاقيات الحكومة والقانون على أنها كلاسيكية من الفلسفة السياسية إلى جانب عمل أفلاطون الأشهر «الجمهورية».
يتفق عامة العلماء أن أفلاطون كتب هذا الحوار وهو كبير في السن، بعد فشل جهوده في توجيه حكم طاغية سراقوسة في جزيرة صقلية، وبدلا من ذلك ألقي في السجن. وألمح أفلاطون لهذه الأحداث في الرسالة السابعة. يتميز هذا النص بأنه الحوار الوحيد لأفلاطون غير المشكوك بنسبه له والذي لا يظهر فيه سقراط.

## روابط خارجية
- القوانين على موقع الموسوعة البريطانية (الإنجليزية)